# 2013년 8월
| 2013년: 1월 · 2월 · 3월 · 4월 · 5월 · 6월 · 7월 · 8월 · 9월 · 10월 · 11월 · 12월 |

| <          | 2013년 8월 | 2013년 8월 | 2013년 8월 | 2013년 8월  | 2013년 8월 | >          |
| 일         | 월         | 화         | 수         | 목          | 금         | 토         |
|            |            |            |            | 1 6.25 기해 | 2 26 경자  | 3 27 신축  |
| 4 28 임인  | 5 29 계묘  | 6 30 갑진  | 7 7.1 을사 | 8 2 병오    | 9 3 정미   | 10 4 무신  |
| 11 5 기유  | 12 6 경술  | 13 7 신해  | 14 8 임자  | 15 9 계축   | 16 10 갑인 | 17 11 을묘 |
| 18 12 병진 | 19 13 정사 | 20 14 무오 | 21 15 기미 | 22 16 경신  | 23 17 신유 | 24 18 임술 |
| 25 19 계해 | 26 20 갑자 | 27 21 을축 | 28 22 병인 | 29 23 정묘  | 30 24 무진 | 31 25 기사 |

| - 8월 30일 - 이윤구(前 대한적십자사 총재) - 셰이머스 히니 - 8월 27일 - 신정균(前 교육인) - 8월 25일 - 고희선(前 국회의원) - 8월 12일 - 김종률(前 국회의원) - 8월 2일 - 박용식(前 탤런트) - 8월 11일 - 말리 대통령 선거 결선투표 편집하기 |

## 2013년 8월 31일 (토요일)
사고
- 경부선 대구역에서 무궁화호 열차와 KTX 열차가 추돌하는 사고가 발생하다.

## 2013년 8월 30일 (금요일)
문화
- 아일랜드의 시인이자 노벨문학상을 수상했던 셰이머스 히니가 74세의 나이로 사망하다.

## 2013년 8월 28일 (수요일)
정치
- 국가정보원이 내란음모 혐의로 통합진보당 당직자의 자택 및 사무실 등 10여 곳을 압수수색하다.

## 2013년 8월 23일 (금요일)
국제
- 칸다하르 학살의 범인인 로버트 베일스가 종신형을 선고받다.

## 2013년 8월 22일 (목요일)
과학
- 아리랑 5호가 러시아 야스니 발사기지에서 성공적으로 발사되다.

사회
- 탈북 화교 공무원 간첩 사건에서 유모씨가 간첩 혐의에 대해 무죄를 선고받다.

## 2013년 8월 21일 (수요일)
사회
- 한빛원자력발전소 6호기가 가동을 중단하다.

국제
- 브래들리 매닝 미국 육군 군인이 위키리크스에 기밀 자료를 유출한 족목으로 군사법원으로부터 35년형을 선고받다.

## 2013년 8월 18일 (일요일)
사고
- 일본 규슈 가고시마현에 위치한 사쿠라지마 화산이 폭발하다.

## 2013년 8월 17일 (토요일)
교통
- 필리핀의 저가 항공사인 제스트 항공이 안전상의 문제로 운항 당국에 의해 운항을 금지당하다.

## 2013년 8월 15일 (목요일)
국제
- 오라시오 카르테스가 파라과이의 대통령으로 취임하다.

## 2013년 8월 14일 (수요일)
정치
- 대한민국과 조선민주주의인민공화국이 7차례에 걸친 남북 실무회담을 통해 '개성공단 정상화를 위한 합의서'에 서명하다.

과학
- 미국의 케플러 계획이 케플러 망원경 수리가 불가능하여 사실상 종료되다.

## 2013년 8월 12일 (월요일)
사회
- 서천화력발전소 2호기와 일산열병합발전소가 가동을 일시 중단하다.

## 2013년 8월 11일 (일요일)
사회
- 당진화력발전소 3호기가 가동을 중단하다.

선거
- 이브라힘 부바카르 케이타가 말리의 대통령으로 당선되다.

## 2013년 8월 8일 (목요일)
경제
- 한국은행 금융통화위원회가 기준금리를 2.50%로 동결하다.

## 2013년 8월 5일 (월요일)
국제
- 제프 베저스 아마존닷컴 CEO가 《워싱턴 포스트》지를 2억 5천만 달러에 인수하다.

## 2013년 8월 3일 (토요일)
선거
- 로버트 무가베가 짐바브웨의 대통령으로 선출되다.

## 2013년 8월 1일 (목요일)
국제
- 미국 CIA의 감시 프로그램을 고발한 에드워드 스노든 전 CIA 직원이 러시아에 임시 망명하다.